# Mesolimax brauni
Mesolimax brauni is een slakkensoort uit de familie van de Agriolimacidae. De wetenschappelijke naam van de soort werd in 1888 voor het eerst geldig gepubliceerd door Carlo Pollonera.

## Beschrijving
Het lichaam is relatief slank en bereikt een gemiddelde lengte. De maximale lengtespecificaties verschillen van auteur tot auteur: tot 53 mm (gemiddeld 35 tot 40 mm) volgens Wiktor (2001), tot 55 mm volgens AnimalBase, tot 59,7 mm volgens Yildirim en Kebapçi (2004) en tot 7 cm volgens Fechter en Falkner (1990). De kleur varieert van olijfbruin tot roodbruin tot donkerbruin. Melanistische exemplaren zijn ook zeldzaam. De mantel neemt minder dan ⅓ van de totale lichaamslengte in beslag en is donkerder dan het lichaam. De ademsopening bevindt zich in het midden tot iets achter het midden van het mantelschild. De korte kiel is meestal wat lichter van kleur. De crèmekleurige voetzool heeft drie langsvelden, het middenveld is vaak wat donkerder en vertoont naar achteren gerichte V-vormige dwarsgroeven. Er zijn twee lengtegroeven in de zijpanelen.
De schaalplaat is vrij stabiel, ongeveer rechthoekig en heeft afgeronde hoeken en groeilijnen. De kern is ongeveer centraal en symmetrisch. In de radula hebben de centrale en achterste tanden slecht ontwikkelde secundaire uiteinden, terwijl de marginale tanden dolkachtig zijn. Er worden slechts twee darmlussen gevormd. De endeldarm vertoont geen blindedarm of hooguit een kleine laterale zwelling. De darm gaat door de posterieure insertie van de hoofdretractorspier.

## Vergelijkbare soorten
Mesolimax brauni verschilt van de andere Mesolimax-soorten, zoals Mesolimax  escherichi, door de meestal lichtere kleuren (M. escherichi is altijd zwart), door de iets langere penis, die ongeveer de helft van de lichaamslengte bereikt (vergeleken met de kortere penis bij M. escherichi, die slechts ⅓ van de lichaamslengte bereikt) en door de zijpanelen van de driedelige zool, die twee longitudinale groeven hebben (vergeleken met drie en meer longitudinale groeven bij M. escherichi).

## Geografische verspreiding, leefgebied en manier van leven
Deze soort komt voor op de Egeïsche eilanden Rhodos, Lesbos en Karpathos en in het zuidwesten van Turkije, vooral tussen Izmir en Silifke.
De dieren leven erg verscholen in rotsspleten, onder stenen, onder bladeren en in dichte begroeiing. Vreemd genoeg worden er meestal het hele jaar door alleen jonge exemplaren gevonden. Wiktor legt deze observatie uit door te zeggen dat ofwel de sterfte tijdens de jeugdfase erg hoog is en slechts zeer weinig exemplaren volwassen worden, ofwel dat de volwassen dieren hun leefgebied veranderen en/of op zo'n verborgen manier leven dat ze simpelweg veel zeldzamer worden gevonden. Er is weinig bekend over de manier van leven van de soort. In ieder geval lijken jonge exemplaren de neiging te hebben tot synantropie.